# Lienella acutissima
Lienella acutissima là một loài tò vò trong họ Ichneumonidae.